# David Lidington
Tiến sĩ David Roy Lidington (sinh ngày 30 tháng 6 năm 1956) là một chính trị gia của Đảng Bảo thủ Anh, người đã từng là thành viên Quốc hội đại diện cho đơn vị bầu cử Aylesbury kể từ năm 1992 và Bộ trưởng Văn phòng Nội các và Pháp quan Lãnh địa Công tước Lancaster kể từ ngày 8 tháng 1 năm 2018.
Từ tháng 5 năm 2010 đến tháng 7 năm 2016, ông là Quốc vụ khanh Ngoại giao Châu Âu và sau đó là Nhà lãnh đạo Hạ viện Anh và Chưởng quan & Bộ trưởng Tư pháp Công lý.

## Tiểu sử
Sinh ra ở Lambeth, Lidington học ở trường tiểu học Merchant Taylors (trước đây là trường tiểu học Northwood) sau đó là trường trung học nam sinh Haberdashers' Aske, Elstree, Hertfordshire, tiếp theo là Viện Sidney Sussex, Cambridge, nơi ông có bằng đại học ngành lịch sử và bằng tiến sĩ năm 1988 với đề tài "Việc thực thi các điều luật hình sự tại tòa của Bộ Tài chính khoảng1558-khoảng 1576"  về lịch sử Elizabeth. Trong khi ở Cambridge, ông là Chủ tịch Hiệp hội Bảo tồn Đại học Cambridge và Phó Chủ tịch Hội Sinh viên Đại học Cambridge.
Các công việc ban đầu của Lidington bao gồm các chức vụ ở BP và Rio Tinto Group trước khi được bổ nhiệm vào năm 1987 với tư cách cố vấn đặc biệt cho Bộ trưởng Bộ Nội vụ Douglas Hurd. Ông chuyển đến Văn phòng Ngoại giao và Khối thịnh vượng chung năm 1989 khi Douglas Hurd được bổ nhiệm làm Ngoại trưởng.
Lidington và vợ Helen có bốn người con trai. Ông được nuôi dạy như một nhà theo chủ nghĩa giáo đoàn nhưng nay là người Anh giáo. Ông là Đại tá của trường Sidney Sussex College, đội Cambridge đã đoạt giải Thử thách Đại học năm 1979. Nhóm nghiên cứu cũng đã giành được Giải thưởng Đại học năm 2002 - Kết hợp lại "vô địch các nhà vô địch" trong 40 năm kỉ niệm của chương trình.
Trong cuộc tổng tuyển cử năm 1987, Lidington đã không thành công trong bầu cử Vauxhall.